# Rendiconto delle adunanze e de' lavori dell' Accademia delle Scienze
Rendiconto delle adunanze e de' lavori dell' Accademia delle Scienze (abreviado Rendiconto Accad. Sci. Soc. Borbon. Napoli) fue una revista científica con ilustraciones y descripciones botánicas que fue publicada en Nápoles durante los años 1842 hasta 1850. con el nombre de Rendiconto delle adunanze e de' lavori dell' Accademia delle Scienze. Sezione della Società Reale Borbonica di Napoli. Fue reemplazada por Rendiconto delle Adunanza e dei Lavori dell'Accademia delle Scienze.